# Diospage chrysobasis
Diospage chrysobasis är en fjärilsart som beskrevs av George Francis Hampson 1901. Diospage chrysobasis ingår i släktet Diospage och familjen björnspinnare. Inga underarter finns listade i Catalogue of Life.